# Багрир
Багрир, или бегрир (араб. البغرير‎), — блины, употребляемые в странах Магриба. Небольшие, губчатые, готовятся из манной крупы и муки. Другие ингредиенты: яйцо, разрыхлитель, дрожжи, вода, растительное масло, соль. При правильном приготовлении они пронизаны крошечными отверстиями, которые впитывают любой соус, с которым подаются. Наиболее распространённый способ употребления багрир в Алжире и Марокко — это окунать их в медово-масляную смесь, но их также можно нарезать кусочками и подавать с вареньем. К этим блинам также обычно добавляется изюм. Багрир популярны на завтрак, в качестве закуски на ифтар во время Рамадана.